# Веца д’Алба
Веца д’Алба (итал. Vezza d'Alba) је насеље у Италији у округу Кунео, региону Пијемонт.
Према процени из 2011. у насељу је живело 1.408 становника. Насеље се налази на надморској висини од 204 м.

## Становништво
| 1931. | 1936. | 1951. | 1961. | 1971. | 1981. | 1991. | 2001. | 2011. |
| ----- | ----- | ----- | ----- | ----- | ----- | ----- | ----- | ----- |
| 2.874 | 2.760 | 2.523 | 2.020 | 1.949 | 2.025 | 2.008 | 2.073 | 2.206 |